# Cap Sunosaki
Le cap Sunosaki est un cap situé près de la ville de Tateyama sur l'île de Honshū, à l'extrémité sud de la baie de Tokyo et de la péninsule de Bōsō.
Le phare de Sunosaki est implanté à l'extrémité du cap depuis 1919.

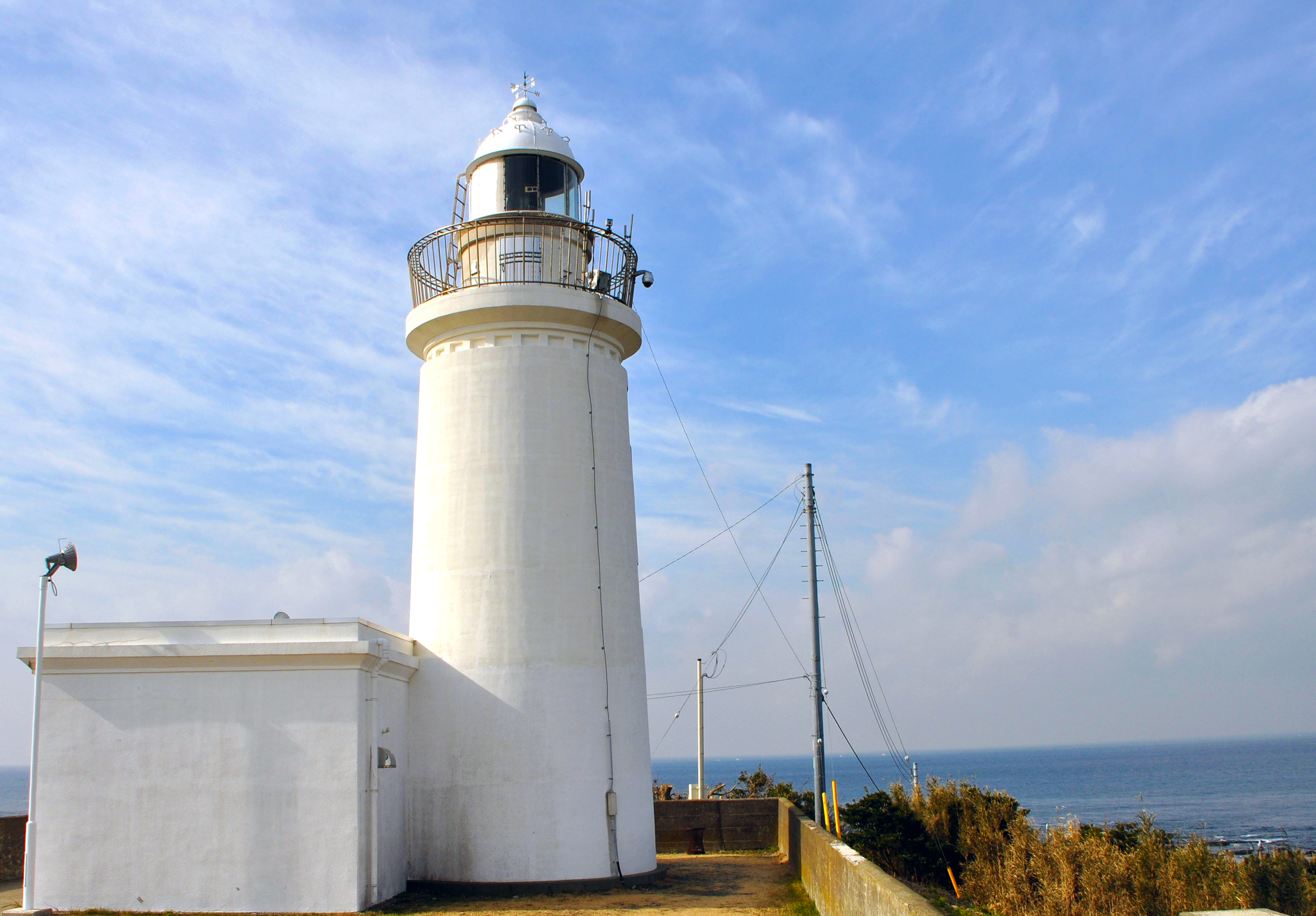
Phare de Sunosaki.